# 더 비스츠
더 비스츠(THE BEASTS)는 대한민국의 일렉트로니카 록 밴드이다. 이동진(보컬), 나현주(기타), 김태화(베이스), 박성민(드럼), 신행(FX DJ)로 이루어진 밴드이다. 초등학생 때부터 친구였던 이동진,나현주,김태화가 주축으로 만든 밴드로써 [더 비스츠]를 결성전 메탈밴드로 활약하다가 2008년 7월 홍대주변 클럽인 스컹크헬에서 첫공연을 시작으로 [더 비스츠]라는 실험적이면서도 대중적인 느낌의 록과 일렉트로니카 음악을 하는 밴드로 전향하였다.
홍대주변 클럽들과 각종 대학로 페스티발로써 라이브 활동을 주로하다 2009년 5월 첫 디지털 싱글앨범 【FIRST STORY】을 발매하였다. 2009년 8월 두 번째 싱글앨범 【R.U.H】를 발매하면서 [더 비스츠]의 음악적 컨셉을 '일렉트로니카 음악'으로 다지기 시작하면서 일본투어를 진행했다. 도쿄, 오사카, 고베, 쿄토 공연을 성황리에 마치고 한국으로 복귀했다.
일반적으로 일렉트로니카 음악하면 DJ만의 음악으로 생각하지만, 더 비스츠는 밴드가 테크노/일렉트로니카 사운드를 연주하는 시도를 하였다.